# Yashmakia
Yashmakia là một chi bướm đêm thuộc họ Geometridae. Nó được Warren mô tả vào năm 1901.